# Цехановский уезд
Цехановский уезд — административная единица в составе Плоцкой губернии Российской империи, существовавшая c 1837 года по 1919 год. Административный центр — город Цеханов.

## История
Уезд образован в 1837 году в составе Плоцкой губернии. В 1919 году преобразован в Цеханувский повят Варшавского воеводства Польши.

## Население
По переписи 1897 года население уезда составляло 71 492 человек, в том числе в городе Цеханов — 10 656 жит.

### Национальный состав
Национальный состав по переписи 1897 года:
- поляки — 59 971 чел. (83,9 %),
- евреи — 5831 чел. (8,2 %),
- русские — 2634 чел. (3,7 %),
- немцы — 2534 чел. (3,5 %),

## Административное деление
В 1913 году в состав уезда входило 10 гмин: 
| - Бартолды — д. Зелена, - Голымин — с. Голымин-Старый, - Грудуск — с. Грудуск, - Залесье — с. Красне, - Млоцк — с. Воля-Млоцкая, | - Нужево — с. Остатний-Грош, - Ойжень — с. Ойжень, - Опиногура — с. Опиногура-Гурна, - Регимин — с. Регимин, - Сонск — с. Сонск, |